# Tour de Flandes 2010
El Tour de Flandes 2010 fue la 94.ª edición de esta clásica ciclista belga. Se disputó el domingo 4 de abril de 2010 entre Brujas y Ninove, con un trazado de 261,9 km. El recorrido incluyó quince cotas.
La prueba perteneció al circuito UCI ProTour 2010.
El ganador final fue Fabian Cancellara tras atacar en el Muro de Molemberg (a 44 km de meta), que solo pudo seguirle Tom Boonen, y posteriormente acelerar el ritmo sin ponerse de píes para dejar descolgado al belga en el penúltimo muro: el Muro de Kapelmuur (a 15 km de meta). A más de 2 minutos llegó el tercero, Philippe Gilbert, que completó el podio.

## Equipos participantes
Tomaron parte en la carrera 25 equipos (los mismos que en la Gante-Wevelgem 2010 excepto el Acqua & Sapone-D'Angelo & Antenucci entrando en su lugar el Bbox Bouygues Telecom). Formando así un pelotón de 198 corredores (cerca del límite de 200 establecido para carreras profesionales), con 8 cada equipo (excepto el Ag2r-La Mondiale y el Lampre-Farnese Vini que salieron con 7), de los que acabaron 95. Los equipos participantes fueron:
| N.      | Cód. UCI | Equipo              |
| ------- | -------- | ------------------- |
| 1-8     | QST      | Quick Step          |
| 11-18   | ALM      | Ag2r La Mondiale    |
| 21-28   | AST      | Astana              |
| 31-38   | GCE      | Caisse d'Epargne    |
| 41-48   | EUS      | Euskaltel-Euskadi   |
| 51-58   | FOT      | Footon-Servetto     |
| 61-68   | FDJ      | Française des Jeux  |
| 71-78   | LAM      | Lampre-Farnese Vini |
| 81-88   | LIQ      | Liquigas-Doimo      |
| 91-98   | OLO      | Omega Pharma-Lotto  |
| 101-108 | RAB      | Rabobank            |
| 111-118 | SKY      | Team Sky            |
| 121-128 | GRM      | Garmin-Transitions  |

| N.      | Cód. UCI | Equipo                       |
| ------- | -------- | ---------------------------- |
| 131-138 | THR      | Team HTC-Columbia            |
| 141-148 | KAT      | Team Katusha                 |
| 151-158 | MRM      | Team Milram                  |
| 161-168 | RSH      | Team RadioShack              |
| 171-178 | SAX      | Team Saxo Bank               |
| 181-188 | BTL      | Bbox Bouygues Telecom        |
| 191-198 | BMC      | BMC Racing Team              |
| 201-208 | CTT      | Cervélo Test Team            |
| 211-218 | LAN      | Landbouwkrediet              |
| 221-228 | SKS      | Skil-Shimano                 |
| 231-238 | TSV      | Topsport Vlaanderen-Mercator |
| 241-248 | VAC      | Vacansoleil Pro Cycling Team |

El equipo Cofidis, le Crédit en Ligne mostró su decepción al no ser invitado. Fue la primera vez que este equipo no participaba en el Tour de Flandes desde la creación del equipo en 1997.

## Clasificación final
| Posición | Ciclista          | Equipo                | Tiempo     |
| -------- | ----------------- | --------------------- | ---------- |
| 1.       | Fabian Cancellara | Saxo Bank             | 6h 25' 32" |
| 2.       | Tom Boonen        | Quick Step            | + 1' 14"   |
| 3.       | Philippe Gilbert  | Omega Pharma-Lotto    | + 2' 10"   |
| 4.       | Björn Leukemans   | Vacansoleil           | + 2' 14"   |
| 5.       | Tyler Farrar      | Garmin-Transitions    | + 3' 00"   |
| 6.       | George Hincapie   | BMC Racing            | m.t.       |
| 7.       | Roger Hammond     | Cervélo               | m.t.       |
| 8.       | Maxim Iglinskiy   | Astana                | m.t.       |
| 9.       | Danilo Hondo      | Lampre-Farnese Vini   | m.t.       |
| 10.      | William Bonnet    | Bbox Bouygues Telecom | m.t.       |